# Charílaos Tzamaklís
Charílaos Tzamaklís (en grec Χαρίλαος Τζαμακλής), né le 14 février 1954 à Kateríni en Grèce, est un homme politique grec.

## Biographie
Aux élections législatives grecques de janvier 2015, il est élu député au Parlement grec sur la liste de la SYRIZA dans la circonscription de la Piérie.